# Kaszyra
Kaszyra (ros. Кашира) – miasto w Rosji (obwód moskiewski) nad Oką.
W mieście działa elektrownia cieplna o mocy 2066 MW. Dominuje przemysł ciężki – maszynowy i stoczniowy. Liczba mieszkańców w 2020 wynosiła 47 tys.
W mieście rozwinął się przemysł metalowy, spożywczy, meblarski oraz dziewiarski.

## Sport

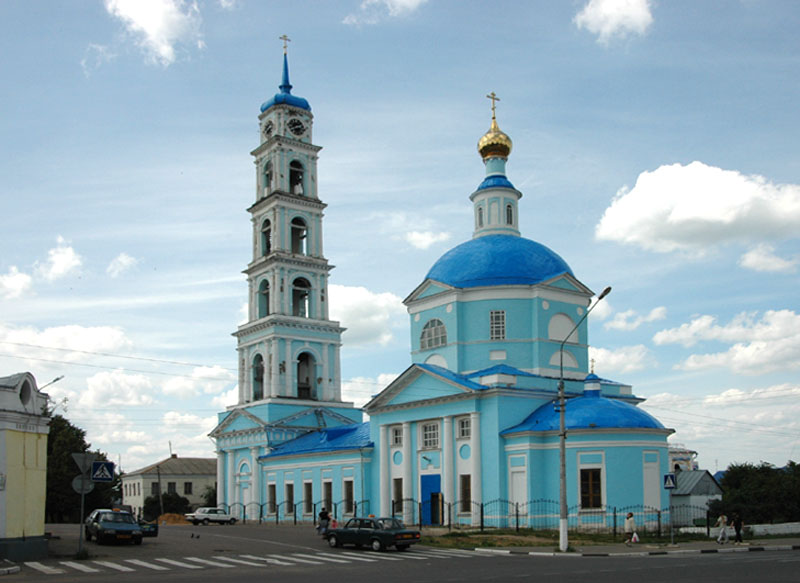
Cerkiew

- Dinamo Kaszyra – klub piłkarski